# Ramati
„Ramati“ je dokumentarni televizijski esej u trajanju od 50 minuta, o doktoru fizike i matematike i kompizitoru J. Ramatiju, reditelja Slobodana Ž. Jovanovića, a u proizvodnji Radio-televizije Srbije 1995. godine.
Ova emisija posvećena je J. Ramatiju, Jevrejinu koji živi u Izraelu i kao doktor fizike i matematike predaje na fakultetu. Njegovi ćerka, zet i 2 unuka našli su se među mnogobrojnim žrtvama terorističkog napada na Izraelsku ambasadu u Argentini. Nakon tragedije Ramati napušta profesuru i svoje kompletno biće i um posvećuje komponovanju simfonije za svoje mrtve. Simfonija je kao jedna vrsta „Kadiša“ — jevrejske pesme mrtvima. Godine 1995. Ramati dolazi u Beograd gde je u zadužbini Ilije M. Kolarca sa simfonijskim orkestrom i horom RTS-a imao praizvedbu svoje simfonije. Ramatijeva odluka da to bude u Jugoslaviji bila je inicirana genocidom i represijom nad srpskim narodom. Snimak koncerta sa dokumentarnim materijalom Ramatija i uspomenama na svoje mrtve neobičan je dokumentarno-muzički pristup klasičnoj muzici.

## Autorska ekipa
- Reditelj Slobodan Ž. Jovanović
- Adaptacija teksta Slobodan Ž. Jovanović
- Scenario Ildi Ivanji

## Spoljašnje veze
- Ramati на веб-сајту  (језик: енглески)